# Sakai Noriyoshi
Noriyoshi Sakai (酒井 宣福 Sakai Noriyoshi, sinh ngày 9 tháng 11 năm 1992) là một cầu thủ bóng đá người Nhật Bản thi đấu ở vị trí tiền vệ cho Omiya Ardija. 
Là một tiền vệ đa năng, Sakai có thể thi đấu ở nhiều vị trí, mặc dù cánh trái là vị trí ưa thích của anh.
Anh là em trai của cầu thủ hiện tại ở Hamburger SV và đồng đội cũ ở Albirex Niigata Gotoku Sakai.

## Sự nghiệp
Ngày 2 tháng 11 năm 2010, Sakai ký hợp đồng với câu lạc bộ J. League Albirex Niigata. Anh ra mắt tại J. League ngày 7 tháng 5 năm 2011, vào sân từ ghế dự bị thay cho Yoshiyuki Kobayashi trước Omiya Ardija.

## Thống kê câu lạc bộ
Cập nhật đến ngày 23 tháng 2 năm 2018.
| Mùa giải | Câu lạc bộ      | Giải vô địch | Số trận      | Bàn thắng    | Số trận               | Bàn thắng             | Số trận       | Bàn thắng     | Số trận   | Bàn thắng |
| Nhật Bản | Nhật Bản        | Nhật Bản     | Giải vô địch | Giải vô địch | Cúp Hoàng đế Nhật Bản | Cúp Hoàng đế Nhật Bản | J. League Cup | J. League Cup | Tổng cộng | Tổng cộng |
| -------- | --------------- | ------------ | ------------ | ------------ | --------------------- | --------------------- | ------------- | ------------- | --------- | --------- |
| 2011     | Albirex Niigata | J1 League    | 3            | 0            | 0                     | 0                     | 0             | 0             | 3         | 0         |
| 2012     | Albirex Niigata | J1 League    | 2            | 0            | 1                     | 0                     | 1             | 0             | 4         | 0         |
| 2013     | Albirex Niigata | J1 League    | 7            | 0            | 1                     | 0                     | 3             | 0             | 11        | 0         |
| 2014     | Avispa Fukuoka  | J2 League    | 37           | 7            | 1                     | 0                     | -             | -             | 38        | 7         |
| 2015     | Avispa Fukuoka  | J2 League    | 39           | 7            | 3                     | 3                     | -             | -             | 42        | 10        |
| 2016     | Albirex Niigata | J1 League    | 9            | 0            | –                     | –                     | 3             | 0             | 12        | 0         |
| 2016     | Fagiano Okayama | J2 League    | 6            | 0            | 2                     | 0                     | –             | –             | 8         | 0         |
| 2017     | Albirex Niigata | J1 League    | 11           | 1            | 1                     | 0                     | 2             | 0             | 14        | 1         |
| Tổng     | Tổng            | Tổng         | 114          | 15           | 9                     | 0                     | 9             | 0             | 132       | 15        |